# Johann Jakob Bachofen
Johann Jakob Bachofen (22. prosinec 1815, Basilej – 25. prosinec 1887, tamtéž) byl švýcarský právník (zakladatel právní komparatistiky), historik náboženství a kulturní antropolog.

## Život
Narodil se v bohaté basilejské rodině, jeho otec Jacob Bachofen zbohatl z organizace tkalcovství hedvábných stuh, matka Valeria pocházela z rodu basilejských nakladatelů Merianů. V roce 1825 dal otec postavit klasicistní palác, v němž nyní sídlí basilejské muzeum antického umění. Jako školák a student již vynikal nad své spolužáky a projevoval zájem o antiku. Roku 1834 zahájil klasická studia na univerzitě v Basileji, v roce 1835 odešel na univerzitu do Berlína. Dále studoval na univerzitách v Paříži, Římě, v Londýně a v Cambridgi. Až do svého poměrně pozdního sňatku s Louisou Elisabeth Burckhardtovou (1845–1920) v roce 1865 žil Bachofen s rodiči.
Bachofen se zabýval také filologií a etnografií. Teorie evolucionismu ho zaujala natolik, že věnoval své celoživotní úsilí vypracovaní schéma vývoje rodiny. V knize „Mateřské právo“ (německy Das Mutterrecht, 1861) předkládá dnes už klasickou teorii evoluce rodiny. Od roku 1841 byl profesorem práva na Basilejské univerzitě. Po létech zapomnění Bachofena a jeho dílo znovuobjevil Ludwig Klages. Jeho teorii matriarchátu přejala řada dalších intelektualů, zejména Lewis Henry Morgan, Bedřich Engels, Thomas Mann, Jane Ellen Harrison, Erich Fromm, Robert Graves, Rainer Maria Rilke, Joseph Campbell, Otto Gross, Julius Evola a Walter Benjamin. Bachofen byl zjevně nakloněn matriarchálnímu principu, zatím co patriarchální nenáviděl. Přesto byl jako protestant, věřící v pokrok a rozum, přesvědčen o nadřazenosti patriarchátu.
Bachofen zemřel ve svém basilejském domě a byl pohřben na hřbitově Wolfgottesacker.

## Dílo
Dějiny antropologického myšlení ovlivnil zejména tím, že jako první ve své knize Mateřské právo (Das Mutterrecht) z roku 1861, vyslovil hypotézu o prvotnosti matriarchátu před patriarchátem. Podle jeho názoru, bylo na začátku lidských dějin rodičovství zajištěno pouze matkou, protože v této společnosti byly sexuální vztahy strukturovány promiskuitně (hetérismus). Pokrevní příbuznost se tak dala odvodit pouze od matky. Ženy se tak staly autoritou, která vedla k matriarchátu. Dle něj se vytvářelo i náboženství, representované bohyní mateřské postavy (Věstonická venuše).
Stav prvotní promiskuity (hetérismus) Bachofen vydedukoval z chrámové prostituce, o níž byl přesvědčen, že představuje přežitek, dokumentující promiskuitní podmínky v raném období vývoje lidské společnosti. Moc v této době údajně měli v rukou muži, kterým daný stav vyhovoval, a proto jej neměli v úmyslu měnit. Díky vývoji náboženství, jež Bachofen považoval za hybnou sílu dějin, se však ženy postupně vymanily z nadvlády mužů a nastolily společenské uspořádání založené na matriarchátu, ve kterém se jméno a původ potomků odvozoval z ženské linie, matrilinearity. Zmocnily se vlády nejdříve v rodině a později i ve společenské hierarchii. Lidská společnost tak vstoupila do období nadvlády žen – gynaikokracie, ve které převládala práva matky a hodnoty mateřské lásky.
Teprve mnohem později, muži znovu získali dominující postavení a zahájili tak období rodového zřízení založené na patrilinearitě – patriarchát. Na počátku tohoto historického období, byla promiskuita nahrazena monogamií (alespoň co se týče žen). Toto vývojové schéma Bachofen spekulativně ilustroval materiálem získaným ze studia primitivních společností, antické, egyptské, římské, řecké kultury a výkladem jejich mýtů.
Napsal také spis o římském civilním právu (latinsky, ostatní studie vydával v němčině.

### Překlady do slovenštiny
- O materskom práve. Přeložil Daniel Husár, Trnava: Urbánek, edice „Urbánkova vedecká knižnica”, Svazek 2 ( orig. 1861) 1942
- Lykijský mýtus. Přeložil Igor Hrušovský, Trnava: Urbánek, edice „Urbánkova vedecká knižnica, Svazek 3 (orig. 1926) 1943